# You Were Meant for Me
You Were Meant for Me è un film statunitense del 1948 diretto da Lloyd Bacon. Marilyn Monroe potrebbe aver partecipato al film come non accreditata.
Nel film figurano le canzoni You Were Meant for Me, I'll Get By e Ain't Misbehavin'.

## Trama
Chuck Arnold è un direttore d'orchestra degli anni 1920. Durante un concerto incontra Peggy Mayhew, una ragazza emancipata, e il giorno seguente si sposano. Nonostante lei lo ami, la vita trascorsa in continui viaggi diventa per lei insopportabile, e in concomitanza della grande depressione, nel 1929, lo lascia per tornare alla sua casa di campagna. Non riuscendo a trovare altre scritture, Arnold presto torna da lei, portando con sé Oscar Hoffman, il suo cinico agente. Arnold trova noiosa la vita di campagna, e così, si trasferisce in una grande città in cerca di fortuna, che  questa volta trova, e con essa anche la felicità.

## Colonna sonora
- Concerto in fa
  - Musica di George Gershwin
- Happy Days Are Here Again
  - Musica di Milton Ager
  - Testo di Jack Yellen
- Lilacs in the Rain
  - Musica di Peter De Rose
- You Were Meant for Me
  - Musica di Nacio Herb Brown
  - Testo di Arthur Freed
- If I Had You
  - Di Ted Shapiro, Jimmy Campbell e Reginald Connelly
- Can't Sleep a Wink
  - Di Charles Henderson
- Crazy Rhythm
  - Musica di Joseph Meyer e Roger Wolfe Kahn
  - Testo di Irving Caesar
- I'll Get By
  - Musica di Fred E. Ahlert
  - Testo di Roy Turk
- Good Night, Sweetheart
  - Di Ray Noble, Jimmy Campbell e Reginald Connelly
- Ain't Misbehavin'
  - Musica di Fats Waller e Harry Brooks
  - Testo di Andy Razaf
- Ain't She Sweet?
  - Musica di Milton Ager
  - Testo di Jack Yellen